# Hochbegabtenvereinigung
Eine Hochbegabtenvereinigung ist eine Organisation, die als Kriterium für die Mitgliedschaft den Nachweis von Hochbegabung in Form ein bestimmtes Mindestergebnis in einem IQ-Test verlangt.

## Vereinigungen
Die älteste, bekannteste und größte Hochbegabtenvereinigung ist Mensa International (in Deutschland vertreten durch Mensa in Deutschland), gegründet 1946, das einen IQ im 98. Perzentil (d. h. oberste 2 % der Bevölkerung) verlangt. Weitere bekannte Vereinigungen dieser Art sind im Kasten aufgeführt.
| Vereinigung         | Gründung | Prozentrang | Aufnahme oberste | IQ SD 15 | IQ SD 16 | Standardabweichungen bei Normalverteilung | ungefähre Mitgliederzahl (Stand) | ungefähre potenzielle Mitgliederzahl |
| ------------------- | -------- | ----------- | ---------------- | -------- | -------- | ----------------------------------------- | -------------------------------- | ------------------------------------ |
| Mensa International | 1946     | 98          | 2 %              | 130      | 132      | 2                                         | 145.000 (2022)                   | 160.000.000                          |
| Intertel            | 1966     | 99          | 1 %              | 135      | 137      | 2,5                                       | 01.806 (2023)                    | 80.000.000                           |
| ISPE                | 1974     | 99,9        | 0,1 %            | 146      | 149      | 3                                         | 0440 (2015)                      | 8.000.000                            |
| Triple Nine Society | 1979     | 99,9        | 0,1 %            | 146      | 149      | 3,09                                      | 01.900 (2022)                    | 8.000.000                            |
| Prometheus Society  | 1982     | 99,997      | 0,003 %          | 160      | 164      | 4                                         | 0<36 (2020)                      | 240.000                              |

## Kritik
Da sich Hochbegabtenvereinigungen, wie oben erwähnt, in aller Regel über Ergebnisse in IQ-Tests definieren, wirkt sich die Kritik am formalisierten Intelligenzbegriff auch auf Hochbegabtenvereinigungen aus. So argumentiert etwa Stephen Jay Gould in seinem Buch The Mismeasure of Man, das Konzept eines einheitlichen Intelligenzbegriffs, wie er IQ-Tests zugrunde liegt, sei verfehlt, da es sich um eine willkürliche Zusammenstellung unterschiedlichster kognitiver Fähigkeiten handle. Bereits der Ersteller des ersten IQ-Tests im modernen Sinn überhaupt, der französische Psychologe Alfred Binet (1857–1911), zweifelte an der Möglichkeit, Intelligenz objektiv zu messen.